# Koekelberg
Koekelberg je jedna z 19 obcí Bruselského regionu v Belgii. V obci žije 18 157 obyvatel a její rozloha činí 1,17 km². Sousedí s dalšími čtyřmi obcemi Bruselského regionu (Jette, Molenbeek-Saint-Jean, Ganshoren a Berchem-Sainte-Agathe).
V obci stojí jeden z největších kostelů světa bazilika Sacré-Cœur.